# Lü Ju
Lü Ju (? -256), stilsko ime Shiyi (世議), bio je vojskovođa u službi kineske države Istočni Wu, jednog od Tri kraljevstva. Bio je drugi sin Lü Fana. Vodio je borbe protiv države Cao Wei nakon smrti Sun Quana, zajedno s Dong Xingom, a pod komandom Ding Fenga. Lü je kasnije izvršio samoubojstvo nakon sukoba s kraljem Sun Junom.